# Termitotrox usambaricus
Termitotrox usambaricus är en skalbaggsart som beskrevs av Jan Krikken 2008. Termitotrox usumbaricus ingår i släktet Termitotrox och familjen Termitotrogidae. Inga underarter finns listade i Catalogue of Life.